# Box Hill (kulle i Surrey)
Box Hill är en kulle i Storbritannien.   Den ligger i grevskapet Surrey och riksdelen England, i den södra delen av landet, 30 km söder om huvudstaden London. Toppen på Box Hill är 208 meter över havet, eller 74 meter över den omgivande terrängen. Bredden vid basen är 1,3 km.
Terrängen runt Box Hill är platt åt nordost, men åt sydväst är den kuperad. Runt Box Hill är det tätbefolkat, med 636 invånare per kvadratkilometer. Närmaste större samhälle är Sutton, 13,3 km nordost om Box Hill. Trakten runt Box Hill består i huvudsak av gräsmarker.